# 稲沢市立大塚小学校
稲沢市立大塚小学校（いなざわしりつ おおつかしょうがっこう）は、愛知県稲沢市大塚北にある公立小学校。2023年4月13日時点の学級数は14学級、児童数は378名。　一年に一回、組ごとに店を開き遊び合うにこにこ祭りという行事がある。

## 概要
- 1973年、大里西小学校、大里東小学校から分離し開校。

## 教育目標
豊かな心と創造力に富む　明朗快活なたくましい児童の育成　仲良く　進んで　のびのびと

### 大塚っ子の5つのめあて
- お - おはようを　にっこりわらって　大塚っ子
- お - おくれない　じかんをまもって　大塚っ子
- つ - つかったものは　きちんとせいとん　大塚っ子
- かっ - かいだんやろうかは　しずかにあるこう　大塚っ子
- こ - こまっている子に　おもいやりのこころ　大塚っ子

## 通学区域
- 大塚町（神明海道、塚畑を除く）、大塚北1丁目、大塚北2丁目、大塚北3丁目、大塚北4丁目、大塚北5丁目、大塚北6丁目、大塚北7丁目、大塚北8丁目、大塚北9丁目、大塚南1丁目、大塚南2丁目、大塚南3丁目、大塚南4丁目、大塚南5丁目、大塚南6丁目、大塚南7丁目、大塚南8丁目、大塚南9丁目、大塚南10丁目、大塚南11丁目、高御堂3丁目の一部、高御堂4丁目の一部、高御堂5丁目、正明寺4丁目、長束町（住宅公団）、幸町、奥田町（上一条、下一条、下二条、四反地、六畝六歩、八反田、北魚取場、南魚取場）、奥田天目寺町の一部、奥田白山町の一部、奥田神ノ木町の一部、奥田島崎町、東緑町1丁目、東緑町2丁目、東緑町3丁目、緑町1丁目、緑町4丁目、北島町（戌亥、江向、笠破、亀坪、小柳、三反地、神明前、千野地）、北島2丁目、北島4丁目、北島6丁目、梅須賀町（井島、江向のうち東海道新幹線以北)、梅須賀町4丁目（東海道新幹線以北）[2]。

## 進学先中学校
- 稲沢市立稲沢西中学校
  - 大塚北1丁目、大塚北2丁目、大塚北3丁目、大塚北4丁目、大塚北5丁目、大塚北6丁目、大塚北7丁目、大塚北8丁目、大塚北9丁目、梅須賀町（井島、江向のうち東海道新幹線以北)、梅須賀町4丁目（東海道新幹線以北）
- 稲沢市立大里中学校
  - 奥田町（上一条、下一条、下二条、四反地、六畝六歩、八反田、北魚取場、南魚取場）、奥田天目寺町の一部、奥田白山町の一部、奥田神ノ木町の一部、奥田島崎町、北島町（戌亥、江向、笠破、亀坪、小柳、三反地、神明前、千野地）、北島2丁目、北島4丁目、北島6丁目、幸町、正明寺4丁目（1から8を除く）、高御堂5丁目の一部、東緑町1丁目、東緑町2丁目、東緑町3丁目、緑町1丁目、緑町4丁目
- 稲沢市立稲沢中学校
  - 正明寺4丁目（1から8）、高御堂3丁目の一部、高御堂4丁目の一部、高御堂5丁目の一部、長束町（住宅公団）